# Dekanat głębocki
Dekanat głębocki – jeden z 11 dekanatów diecezji witebskiej na Białorusi. Składa się z 11 parafii. 

## Historia
W 1934 roku dekanat wchodził w skład archidiecezji wileńskiej i składał się z 14 parafii. 
Siedmiu obecnych parafii dekanatu:
- Parafia Podwyższenia Krzyża Świętego w Czerniewiczach
- Parafia Wniebowstąpienia Pańskiego w Dzierkowszczyźnie
- Parafia Trójcy Świętej w Głębokiem
- Parafia Świętego Jozafata Kuncewicza w Konstantynowie
- Parafia Wniebowzięcia Najświętszej Maryi Panny w Prozorokach
- Parafia Niepokalanego Poczęcia Najświętszej Maryi Panny w Udziale
- Parafia Najświętszej Maryi Panny Łaskawej w Zadrożu

oraz: 
- Parafia św. Antoniego z Padwy w Bobrowszczyźnie (nie istnieje),
- Parafia Niepokalanego Poczęcia Najświętszej Maryi Panny w Dziśnie (ob. dekanat miorski),
- Parafia Najświętszej Maryi Panny w Jaźnie,
- Parafia św. Michała Archanioła w Łużkach (ob. dekanat szarkowszczyński),
- parafia św. Andrzeja Boboli w Mikołajowie Dziśnieńskim,
- Parafia św. Anny w Mosarzu (ob. dekanat szarkowszczyński),
- parafia Matki Bożej Różańcowej w Zaszcześlu

W 2016 r. zlikwidowano parafie w Girstunach, Miereckich, Papszycach, Prypiernie, Sautkach i Szuniewiczach. Istniejące kaplice w Girstunach, Papszycach i Sautkach otrzymały status filii. 

## Lista parafii
| Lp | Miejscowość / parafia                                                     | Proboszcz / administrator                      | Kościół                                                                      | Zdjęcie |
| -- | ------------------------------------------------------------------------- | ---------------------------------------------- | ---------------------------------------------------------------------------- | ------- |
| 1  | Czerniewicze Parafia Podwyższenia Krzyża Świętego                         | ks. Edward Narodowski                          | Kościół św. Jana Chrzciciela w Czerniewiczach                                |         |
| 2  | Dzierkowszczyzna Parafia Wniebowstąpienia Pańskiego                       | ks. Leonid Mozgiel                             | Kościół Wniebowstąpienia Pańskiego w Dzierkowszczyźnie                       |         |
| 3  | Głębokie Parafia Trójcy Świętej                                           | ks. Mikołaj Cichanowicz                        | Kościół Trójcy Świętej w Głębokiem                                           |         |
| 4  | Konstantynów Parafia św. Jozafata Kuncewicza                              | ks. Antoni Łagunionek (administrator)          | Kościół Trójcy Świętej w Konstantynowie                                      |         |
|    | Girstuny                                                                  |                                                | Kaplica św. Józefa w Girstunach                                              |         |
| 5  | Ozierce Parafia św. Apostołów Piotra i Pawła                              | ks. Aleksander Duliniec OFMCap (gł. Podświle)  | Kościół św. Apostołów Piotra i Pawła w Oziercach                             |         |
| 6  | Piotrowszczyzna Parafia Chrztu Pańskiego i św. Teresy od Dzieciątka Jezus | Parafią opiekują się Franciszkanie z Udziału   | Kościół Chrztu Pańskiego i św. Teresy od Dzieciątka Jezus w Piotrowszczyźnie |         |
| 7  | Podświle Parafia Najświętszego Serca Pana Jezusa                          | ks. Aleksander Duliniec OFMCap (administrator) | Kościół Najświętszego Serca Pana Jezusa w Podświlu                           |         |
| 8  | Proszkowo Parafia św. Antoniego z Padwy                                   | ks. Edward Narodowski                          | Kościół św. Antoniego z Padwy w Proszkowie                                   |         |
| 9  | Prozoroki Parafia Wniebowzięcia Najświętszej Maryi Panny                  | ks. Dymitr Raćko                               | Kościół Wniebowzięcia Najświętszej Maryi Panny w Prozorokach                 |         |
|    | Łomasze                                                                   |                                                | Kaplica                                                                      |         |
| 10 | Udział Parafia Niepokalanego Poczęcia Najświętszej Maryi Panny            | o. Jarosław Sławomir Banasiak OFMCap           | Kościół Niepokalanego Poczęcia Najświętszej Maryi Panny w Udziale            |         |
|    | Papszyce                                                                  |                                                | Kaplica Zesłania Ducha Świętego w Papszycach                                 |         |
| 11 | Zadroże Parafia Najświętszej Maryi Panny                                  | ks. Edward Narodowski (administrator)          | Kościół Najświętszej Maryi Panny Łaskawej w Zadrożu                          |         |
|    | Maciukowo                                                                 |                                                | Kaplica św. Antoniego                                                        |         |